# ۱۱ اوت
۱۱ اوت در تقویم گرگوری، دویست و بیست و سومین (در سال‌های کبیسه دویست و بیست و چهارمین) روز سال است. ۱۴۲ روز تا پایان سال باقی است.

## رویدادها
- ۴۸۰ (پیش از میلاد) - نبرد ترموپیل میان ایرانیان و یونانیان در طول دومین لشکرکشی خشایارشا به یونان با پیروزی ایرانیان به پایان رسید.
- ۱۴۷۳ - نیروهای امپراتوری عثمانی که بر خلاف رقیب خود از سلاح‌های آتشین استفاده می‌کردند، در نبرد اوتلوکبلی در محلی به همین نام در شرق آناتولی سپاه اوزون حسن آق قویونلو را در هم کوبیدند و نفوذ حکومت او را در منطقه از بین بردند.
- ۱۹۴۵ - قوای ارتش سرخ شوروی یک روز پس از دومین حمله اتمی به ژاپن عملیات خود برای تصرف جزایر ساخالین از اشغال امپراتوری ژاپن در جریان جنگ جهانی دوم را آغاز کردند.
- ۱۹۴۵ - متفقین در جواب به پیشنهاد تسلیم ژاپن در جنگ دوم جهانی اعلام کردند فرماندهی عالی نیروهای متفقین در مورد امپراتور هیروهیتو تصمیم می‌گیرد.
- ۱۹۵۲ - ملک حسین بن طلال به پادشاهی اردن رسید.
- ۱۹۷۲ - در طی جنگ ویتنام آخرین گروه نیروی زمینی ارتش ایالات متحده ویتنام جنوبی را ترک کرد.
- ۱۹۷۹ - در اثر برخورد دو هواپیمای مسافربری توپولف-۱۳۴ هواپیمایی آئروفلوت به یکدیگر در نزدیکی شهر دنیپرودزرژینسک (کامیانسکه کنونی) در اوکراین شوروی همه ۱۷۸ سرنشین هر دو هواپیما کشته شدند.
- ۱۹۸۸ - شبکه تکفیری-تروریستی القاعده به رهبری اسامه بن لادن رسماً اعلام موجودیت کرد.
- ۲۰۰۳ - در اولین عملیات عمده نظامی خارج از خاک اروپا ناتو مسئولیت حفاظت از صلح در افغانستان را بر عهده گرفت.
- ۲۰۱۲ - در اثر دو زلزله در آذربایجان شرقی (اهر و ورزقان) ۳۰۶ تن کشته و دست کم ۳۰۰۰ نفر زخمی شدند.

## زادروزها
- ۱۸۳۳ - رابرت اینگرسول، سیاستمدار، نویسنده و سخنران آمریکایی.
- ۱۹۱۶ - جانی کلاس، راننده مسابقات اتومبیل رانی اهل بلژیک.
- ۱۹۳۹ – آرتورو سابادین، دوچرخه سوار اهل ایتالیا.
- ۱۹۴۴ - ایان مک‌دیارمید، هنرپیشه بریتانیایی.
- ۱۹۵۳ – امین تارخ، بازیگر تئاتر، سینما و تلویزیون و مدرس رشته بازیگری اهل ایران.
- ۱۹۶۵ - امبت دیویتس، هنرپیشه اهل آمریکا.
- ۱۹۶۵ - وایولا دیویس، بازیگر آمریکایی.
- ۱۹۷۳ - کریستین آرمسترانگ، دوچرخه سوار اهل آمریکا.
- ۱۹۷۴ - کارولین مورفی، مدل و بازیگر آمریکایی.
- ۱۹۷۶ - ویل فریدل، بازیگر اهل آمریکا.
- ۱۹۷۷ - جما هیز، خواننده و آهنگساز ایرلندی.
- ۱۹۸۳ - کریس همسورث، بازیگر اهل استرالیا.
- ۱۹۸۴ – مرتضی پاشایی، خواننده، نوازنده، آهنگساز و تنظیم کننده موسیقی پاپ ایرانی اهل ایران.
- ۱۹۸۴ – مجتبی عابدینی، ورزشکار و شمشیرباز ایرانی.
- ۱۹۸۷ - دنی ان گوسان، بازیکن فوتبال فرانسوی.
- ۱۹۸۹ - سباستین هوک، بازیکن فوتبال اهل آلمان.
- ۱۹۹۹ - گریگوریا ماریسکا تونجونگ، بازیکن بدمینتون اهل اندونزی.

## درگذشت‌ها
- ۱۸۹۰ - جان هنری نیومن، فیلسوف، ادیب و الهیات دان انگلیسی.
- ۱۹۱۹ - اندرو کارنگی، نیکوکار اسکاتلندی-آمریکایی.
- ۱۹۳۷ - ایدیت وارتون، نویسنده داستان کوتاه اهل ایالات متحده آمریکا و نخستین بانوی برنده جایزه پولیتزر در بخش داستان در سال ۱۹۲۱ برای کتاب عصر بی گناهی.
- ۱۹۷۸ - برتا راک، نویسنده اهل بریتانیا.
- ۱۹۷۹ - جیمز جی. فارل، نویسنده انگلیسی-ایرلندی تبار.
- ۱۹۹۴ - پیتر کوشینگ، هنرپیشه بریتانیایی.
- ۱۹۹۵ - فیل هریس، خواننده و بازیگر آمریکایی.
- ۲۰۰۳ - آرمند بورل، ریاضی‌دان اهل سوئیس.
- ۲۰۱۴ - رابین ویلیامز، بازیگر و کمدین آمریکایی.
- ۲۰۱۵ - هارالد نیلسن، بازیکن فوتبال اهل دانمارک.
- ۲۰۲۲ - آن هیچ، بازیگر و کارگردان اهل آمریکا.